# Chrysops trifarius
Chrysops trifarius är en tvåvingeart som beskrevs av Macquart 1838. Chrysops trifarius ingår i släktet Chrysops och familjen bromsar. Inga underarter finns listade i Catalogue of Life.